# 張少幫
張少幫，香港社會運動人士，現居香港新界西元朗區西北部天水圍，因於2004年建立網路國家滿洲國政府（當時稱「滿洲國臨時政府」）引發關注，目前任滿洲國政府副總統，亦曾組建及參與「興亞黨」、「香港李登輝之友會」、「香港台灣靖國神社崇敬奉贊會」等組織並自任「總裁」、「會長」。張在現實生活中於香港一間巴士公司任職站務助理。

## 政治活動及主張
張少幫於2004年建立網路國家「滿洲國臨時政府」（後改稱「滿洲國政府」）支持滿洲獨立復國，並在其中先後擔任「總理大臣」、「首相」、「主席」、「副總統」等職務。此外，張亦支持香港獨立運動，稱呼中國為「支那」，並參與光復上水站等香港本土運動相關的政治活動，組建及參與「香港李登輝之友會」、「興亞黨」等政治組織。張亦認為第二次中日戰爭中日本軍進入中國是為建立新生中國但事後被誣陷為侵略，並否認南京大屠殺，以商業組織「香港台灣靖國神社崇敬奉贊會」宣傳日本神道宗教、販賣相關宗教物品和刊物，及組織港人參拜靖國神社，促進香港與日本關係。
張曾在2016年香港立法會宣誓風波後，以「香港國金鐘立法會大樓」為寄信地址向香港立法會寄信支持事件中的本土派議員梁頌恆及游蕙禎，而信件順利寄達亦引發建制派議員葛珮帆對香港郵政「敏感度不足」、未能阻撓違反《基本法》郵件投遞的指責和質疑。
張亦有在2018年末與日本右翼組織黑龍會會長田中健之見面，並展示滿洲國國旗。